# Comuna de Krzykosy
Krzykosy (polaco: Gmina Krzykosy) é uma gminy (comuna) na Polónia, na voivodia de Grande Polónia e no condado de Średzki. A sede do condado é a cidade de Krzykosy.
De acordo com os censos de 2004, a comuna tem 6460 habitantes, com uma densidade 58,5 hab/km².

## Área
Estende-se por uma área de 110,46 km², incluindo:
- área agricola: 63%
- área florestal: 28%

## Demografia
Dados de 30 de Junho 2004:
|                      | Total   | Total | Mulheres | Mulheres | Homens  | Homens |
| -------------------- | ------- | ----- | -------- | -------- | ------- | ------ |
|                      | pessoas | %     | pessoas  | %        | pessoas | %      |
| População            | 6460    | 100   | 3266     | 50,6     | 3194    | 49,4   |
| Densidade (pop./km²) | 58,5    | 100   | 29,6     | 29,6     | 28,9    | 28,9   |

De acordo com dados de 2002, o rendimento médio per capita ascendia a 1268,62 zł.

## Subdivisões
- Garby, Krzykosy, Miąskowo, Młodzikowo, Młodzikówko, Murzynowo Leśne, Pięczkowo, Solec, Sulęcin, Sulęcinek, Wiosna, Witowo.

## Comunas vizinhas
- Książ Wielkopolski, Miłosław, Nowe Miasto nad Wartą, Środa Wielkopolska, Zaniemyśl